# Liste der Kulturdenkmale in Dingelstädt
Die Liste der Kulturdenkmale in Dingelstädt umfasst die als Ensembles, Einzeldenkmale und Bodendenkmale erfassten Kulturdenkmale in der thüringischen Gemeinde Dingelstädt und ihrer Ortsteile (Stand: 11. Februar 2025).
Die Angaben in der Liste ersetzen nicht die rechtsverbindliche Auskunft der zuständigen Denkmalschutzbehörde.

## Legende
- Bild: zeigt ein Bild des Kulturdenkmals und gegebenenfalls einen Link zu weiteren Fotos des Kulturdenkmals im Medienarchiv Wikimedia Commons
- Bezeichnung: Name, Bezeichnung oder die Art des Kulturdenkmals
- Lage: Wenn vorhanden Straßenname und Hausnummer des Kulturdenkmals; Grundsortierung der Liste erfolgt nach dieser Adresse. Der Link Karte führt zu verschiedenen Kartendarstellungen und nennt die Koordinaten des Kulturdenkmals.
 Kartenansicht, um Koordinaten zu setzen – in dieser Kartenansicht sind Kulturdenkmale ohne Koordinaten mit einem roten bzw. orangen Marker dargestellt und können in der Karte gesetzt werden. Kulturdenkmale ohne Bild sind mit einem blauen bzw. roten Marker gekennzeichnet, Kulturdenkmale mit Bild mit einem grünen bzw. orangen Marker.
- Datierung: gibt das Jahr der Fertigstellung beziehungsweise das Datum der Erstnennung oder den Zeitraum der Errichtung an
- Beschreibung: bauliche und geschichtliche Einzelheiten des Kulturdenkmals, vorzugsweise die Denkmaleigenschaften
- ID: Die ID identifiziert das Kulturdenkmal eindeutig. In Thüringen sind aktuell keine IDs veröffentlicht. In der ID-Spalte kann sich auch folgendes Icon  befinden, dies führt zu Angaben zu diesem Kulturdenkmal bei Wikidata.

## Ensemble

### Beberstedt
| Bild                                    | Bezeichnung           | Lage | Datierung | Beschreibung | ID |
| --------------------------------------- | --------------------- | --- | --------- | ------------ | -- |
| Direkt Bild zu diesem Denkmal hochladen | Historischer Ortskern | Dingelstädter Straße 1, 2, 4, 6, 8, 10, 12, 14, 16, 18, 20, 22, 24, 26, 28; Hintergasse 2, 4, 6, 8, 10, 12; Hüpstedter Straße 1, 3–7, 9, 11, 13, 15, 17, 19, 21, 23; Kleine Gasse 1–3, 5; Ländchen 1–17, 19; Neuer Weg 4, 6, 8, 10, 14, 20; Unterdorf 1–11, 13, 15, 17–51, 53, 55 Flur 8 / Flurstück(e) 1/1, 1/2, 10, 118/2, 118/3, 120, 13, 135/1, 135/3, 135/4, 136, 137, 138, 139, 14, 140/2, 157, 162, 163, 175/158, 180/167, 19, 194/99, 20, 200/99, 201/99, 23, 24, 247/135, 258/7, 259/11, 260/16, 261/18, 262/21, 263/26, 264/29, 265/40, 266/46, 267/48, 268/50, 269/53, 27, 270/54, 271/63, 272/64, 273/66, 274/69, 275/71, 277/90, 278/98, 28, 284/122, 285/123, 286/127, 287/130, 288/131, 289/134, 4, 41, 42, 44, 49, 5, 57, 58, 59, 60, 61, 70, 79, 8/1, 80, 81/1, 81/2, 82/1, 82/2, 82/3, 9, 94/2, 94/3, 94/4, 99/1; Flur 9 / Flurstück(e) 101/2, 101/3, 105/1, 108/1, 11/1, 111/2, 111/3, 115/1, 118, 119, 120, 121, 122, 123, 124/1, 124/2, 125, 126, 132, 134/96, 135/27, 14/1, 142/99, 143/100, 16/1, 19/1, 20/1, 23, 24, 25, 26/2, 26/3, 28/1, 3/1, 32/1, 34/1, 38/1, 41/1, 44/1, 50/1, 52/1, 56/1, 60/2, 60/3, 64/1, 67/1, 7/1, 72/1, 73, 74, 75, 76, 77, 78, 79/1, 79/2, 80/1, 80/2, 81/1, 81/2, 83/2, 83/3, 83/4, 86/2, 86/3, 87/1, 88, 89, 90/1, 90/2, 97/1; Flur 10 / Flurstück(e) 11/1, 112/1, 115/1, 118/1, 120, 121, 122, 123, 124, 125, 126, 128, 132/1, 133/1, 14/1, 140/1, 141/1, 145/1, 150/2, 151/1, 155/2, 162/1, 163/1, 169/1, 17/1, 176/1, 177/1, 177/2, 177/3, 181/2, 181/3, 181/4, 182/2, 182/3, 190, 191, 202/177, 203/177, 215/127, 216/127, 31/1, 33/1, 37/1, 40/1, 42, 43, 45/1, 49/1, 54/1, 56/1, 59/1, 62/1, 65/1, 68, 70/1, 73/1, 75, 76, 77, 79/1, 8/1 |           |              |    |

### Dingelstädt
| Bild                                    | Bezeichnung          | Lage | Datierung | Beschreibung | ID |
| --------------------------------------- | -------------------- | --- | --------- | ------------ | -- |
| Direkt Bild zu diesem Denkmal hochladen | Altstadt Dingelstädt | An der Unstrut 1, 3, 4, 6–12, 14, 15–29, 31–33; Anger 1, 2, 9–14; Bahnhofstraße 14; Bei der Kirche 1–8; Birkunger Straße 2, 4, 6, 8, 12, 14, 16, 18; Brückenstraße 1, 3, 5, 7; Doktorgasse 1, 3–8; Gartenstraße 1, 5, 15, 17, 19; Geschwister-Scholl-Straße 1–40; Grabenstraße 2, 4, 6, 8, 10, 13, 14, 15–18, 20, 21, 23, 24, 27, 29–31, 33, 35, 37, 39, 41, 43, 45, 47, 49, 53, 55, 57, 61, 63, 65, 73, 75; Hinter den Höfen 17, 32; Kerfstraße 1–5, 7–13, 15–20, 22, 24, 26, 28, 30, 32, 34, 36, 40, 42, 44, 46; Lindenstraße 1, 3, 5, 13, 15, 17, 19, 21, 23, 25; Lippestraße 1–8, 11, 13–16, 18, 20, 22–24, 26–43, 4–52, 54, 56, 58, 60, 62, 64; Marienplatz 1–10; Mühlhäuser Straße 1–3, 5–9, 11–25, 27; Pfarrgasse 1–3; Plan 1–3, 5–19, 21, 23, 25, 27; Rasenweg 16, 20, 22, 24; Schmiedegasse 1–3; Silberhäuser Straße 2, 4, 6, 8, 10, 12, 14, 16; Torstraße 1, 3; Winkel 1–4 Flur 19 / Flurstück(e) 1/1, 1/2, 2, 3/1, 3/2, 4, 5, 6, 7, 8, 9, 10, 11, 12, 13, 14, 15, 16, 17, 24/2, 33, 34, 35, 36, 37, 38, 39, 40/1, 40/2, 41/3, 41/4, 41/5, 41/6, 42/1, 42/2, 43, 44, 45, 46, 47, 48, 49, 50, 51, 52, 53, 54, 55, 56, 57, 58, 59, 60/1, 60/2, 60/3, 61, 62, 63, 64, 65, 66, 67, 68, 69, 70, 71, 72, 73/1, 73/3, 73/4, 74, 75, 76, 77, 78, 79, 80, 81, 82, 83, 84, 85, 86, 87, 88, 89, 90, 91, 92, 93/1, 93/2, 94, 95, 96, 97, 98, 99, 100, 101, 102/1, 102/2, 103, 104, 105, 106, 107, 108, 109, 110/1, 113, 114, 115, 116, 117, 118, 119, 120, 121, 122, 123, 124, 125, 126/1, 126/2, 127, 128, 129, 130, 131, 132, 133/2, 133/3, 133/4, 134, 135, 136, 137, 138, 139, 140, 141, 142, 143, 144, 145, 146, 147, 148, 149, 150; Flur 19 / Flurstück(e) 382, 383, 384, 385/1, 385/2, 386, 396/1, 396/2, 397/1, 397/2, 398, 399, 400, 401, 402, 403/1, 403/2, 404, 405, 406/1, 406/2, 407, 408, 409/3, 409/4, 410, 411, 412, 413, 414, 415, 416, 417, 418, 419/1, 419/2, 420, 421, 422, 423/1, 423/2, 424/1, 424/2, 425, 426, 427, 428/1, 428/2, 429, 430, 431, 432, 433, 434, 435, 436, 437, 438, 439, 440, 441, 442/1, 442/3, 449/1, 449/2, 1292/11, 1292/14, 1573/6, 1573/8, 1612, 1613, 1673/1, 1673/10, 1673/12, 1673/2, 1673/3, 1673/4, 1673/5, 1673/6, 1829/3, 1829/7; Flur 19 / Flurstück(e) 280/3, 281, 282, 283/1, 283/2, 284, 285, 286, 287, 288, 289, 290, 291, 292, 293, 294, 295, 296, 297, 298, 299/1, 299/2, 300, 301, 302, 303, 304, 305, 306, 307, 308, 309, 310, 311, 312, 313, 314/1, 314/2, 315, 316, 317, 318, 319, 320, 321, 322, 323, 324, 325, 326, 327, 328, 329, 330, 331, 332, 333, 334, 335/1, 337, 338, 339/1, 339/2, 340, 341, 342, 343, 344, 345/1, 345/2, 346, 347, 348, 349, 350, 351, 352/1, 352/2, 353, 354, 355, 356, 357, 358/1, 358/2, 359, 360/1, 360/3, 360/4, 361, 362, 363, 364, 365, 366, 367, 368/1, 368/2, 368/3, 369/1, 369/2, 370, 371, 372/1, 372/2, 372/3, 372/4, 372/5, 372/7, 372/8, 373, 374, 375/1, 375/2, 376, 377/1, 377/3, 377/4, 378/1, 378/2, 379, 380/1, 380/2, 381; Flur 19 / Flurstück(e) 153/2, 154, 155, 156, 157, 158, 159, 160, 161, 162, 163, 164/1, 164/2, 165/1, 165/2, 166, 167, 168, 169, 170, 171/1, 171/2, 172, 173, 174, 175, 176, 177, 178, 179, 180, 181, 182, 183, 184, 185, 186, 187, 188, 189, 190, 191, 192, 193, 194, 195, 196, 197, 198, 200/1, 200/3, 201, 202/1, 202/2, 203, 204, 205, 206, 207/1, 207/2, 208, 209/2, 209/3, 209/4, 210, 211, 212, 213, 214, 215, 216, 217, 218, 219, 220, 221, 222, 223, 224, 225, 226/1, 226/2, 227, 228, 229, 230, 231, 232, 233, 234, 235, 236, 237, 238, 239, 240, 241, 242/1, 242/2, 243, 244, 245, 246, 247, 248, 249, 250, 251, 252, 253/1, 253/2, 254, 255, 256, 257, 258, 263, 270, 271, 272, 273/1, 273/2, 274, 275, 276, 277, 278, 279, 280/1, 280/2 |           |              |    |

## Einzeldenkmale

### Beberstedt
| Bild                                    | Bezeichnung                                                      | Lage                                                                                             | Datierung | Beschreibung | ID |
| --------------------------------------- | ---------------------------------------------------------------- | ------------------------------------------------------------------------------------------------ | --------- | ------------ | -- |
| Direkt Bild zu diesem Denkmal hochladen | Torfahrt mit Hofpforte                                           | Dingelstädter Straße 5 Flur 8 / Flurstück(e) 189/113                                             |           |              |    |
| Direkt Bild zu diesem Denkmal hochladen | Wohnhaus mit Torfahrt                                            | Dingelstädter Straße 8 auch im ENS Historischer Ortskern Flur 8 / Flurstück(e) 270/54            |           |              |    |
| Direkt Bild zu diesem Denkmal hochladen | Bildstock mit Sitzbank                                           | Dingelstädter Straße o. Nr. neben Zellaer Weg 2 Flur 8 / Flurstück(e) 156                        |           |              |    |
| Direkt Bild zu diesem Denkmal hochladen | Brunnen                                                          | Dingelstädter Straße o. Nr. Flur 8 / Flurstück(e) 115                                            |           |              |    |
| Direkt Bild zu diesem Denkmal hochladen | Wohnhaus mit Wirtschaftsgebäude                                  | Hüpstedter Straße 15 auch im ENS Historischer Ortskern Flur 9 / Flurstück(e) 52/1                |           |              |    |
| Direkt Bild zu diesem Denkmal hochladen | Wohnhaus                                                         | Hüpstedter Straße 23 auch im ENS Historischer Ortskern Flur 9 / Flurstück(e) 67/1                |           |              |    |
| Direkt Bild zu diesem Denkmal hochladen | Wohnhaus mit Torfahrt                                            | Hüpstedter Straße 7 auch im ENS Historischer Ortskern Flur 9 / Flurstück(e) 38/1                 |           |              |    |
| Direkt Bild zu diesem Denkmal hochladen | Bildstock                                                        | Hüpstedter Straße o. Nr. neben Hüpstedter Straße 25 Flur 9 / Flurstück(e) 128/2                  |           |              |    |
| Direkt Bild zu diesem Denkmal hochladen | Bildstock                                                        | Kleine Gasse o. Nr. schräg gegenüber von Kleine Gasse 17 Flur 8 / Flurstück(e) 148/3             |           |              |    |
| Direkt Bild zu diesem Denkmal hochladen | Wohnhaus mit Torhaus                                             | Ländchen 3 Flur 8 / Flurstück(e) 265/40                                                          |           |              |    |
| Direkt Bild zu diesem Denkmal hochladen | Bildstock                                                        | Ländchen o. Nr. Flur 9 / Flurstück(e) 130                                                        |           |              |    |
| Direkt Bild zu diesem Denkmal hochladen | Brunnen / Kellerborn                                             | Unterdorf zwischen Hausnr. 44 und 46; im ENS Historischer Ortskern Flur 10 / Flurstück(e) 128    |           |              |    |
| Direkt Bild zu diesem Denkmal hochladen | Gemeindehaus                                                     | Unterdorf 1 auch im ENS Historischer Ortskern Flur 9 / Flurstück(e) 83/4                         |           |              |    |
| Direkt Bild zu diesem Denkmal hochladen | Wohnhaus mit Torfahrt                                            | Unterdorf 18 auch im ENS Historischer Ortskern Flur 10 / Flurstück(e) 182/2                      |           |              |    |
| Direkt Bild zu diesem Denkmal hochladen | Wohnhaus                                                         | Unterdorf 6 auch im ENS Historischer Ortskern Flur 9 / Flurstück(e) 90/2                         |           |              |    |
| Direkt Bild zu diesem Denkmal hochladen | Hofanlage                                                        | Unterdorf 9 auch im ENS Historischer Ortskern Flur 9 / Flurstück(e) 105/1                        |           |              |    |
| weitere Bilder Fotos hochladen          | Kirche mit Ausstattung und Einfriedung / Kath. Kirche St. Martin | Unterdorf o. Nr. auch im ENS Historischer Ortskern Flur 9 / Flurstück(e) 143/100, 142/99 (Karte) |           |              |    |
| Direkt Bild zu diesem Denkmal hochladen | Anger mit Ziehbrunnen                                            | Unterdorf o. Nr. auch im ENS Historischer Ortskern Flur 9 / Flurstück(e) 75, 76, 77, 78, 124/2   |           |              |    |

### Bickenriede
| Bild                                    | Bezeichnung                                                                        | Lage | Datierung | Beschreibung | ID |
| --------------------------------------- | ---------------------------------------------------------------------------------- | --- | --------- | ------------ | -- |
| Direkt Bild zu diesem Denkmal hochladen | Spritzenhaus                                                                       | Am Anger o. Nr. Flur 5 / Flurstück(e) 115                                                                                        |           |              |    |
| Direkt Bild zu diesem Denkmal hochladen | Anger mit Angertisch und Eiche                                                     | Am Anger o. Nr. Flur 5 / Flurstück(e) 227                                                                                        |           |              |    |
| Direkt Bild zu diesem Denkmal hochladen | Wohnhaus                                                                           | Am Wasser 17 Flur 5 / Flurstück(e) 170, 171                                                                                      |           |              |    |
| Direkt Bild zu diesem Denkmal hochladen | Hofanlage                                                                          | Büttstedter Straße 19 Flur 11 / Flurstück(e) 113, 114/1                                                                          |           |              |    |
| Direkt Bild zu diesem Denkmal hochladen | Gemeindeschenke                                                                    | Hauptstraße 17 Flur 5 / Flurstück(e) 116                                                                                         |           |              |    |
| Direkt Bild zu diesem Denkmal hochladen | Relieftafel                                                                        | Hauptstraße 22, 23 im Obergeschoß Flur 5 / Flurstück(e) 124, 125                                                                 |           |              |    |
| Direkt Bild zu diesem Denkmal hochladen | Wohnhaus mit Torhaus                                                               | Hauptstraße 24 Flur 5 / Flurstück(e) 127, 128                                                                                    |           |              |    |
| Direkt Bild zu diesem Denkmal hochladen | Wohnhaus                                                                           | Hauptstraße 28 Flur 4 / Flurstück(e) 36/1, 37                                                                                    |           |              |    |
| Direkt Bild zu diesem Denkmal hochladen | Wohnhaus mit Torfahrt und Pforte                                                   | Hauptstraße 63 Flur 6 / Flurstück(e) 60, 61                                                                                      |           |              |    |
| Direkt Bild zu diesem Denkmal hochladen | Wohnhaus                                                                           | Hauptstraße 8, 9 Flur 6 / Flurstück(e) 111, 112/1, 112/2, 112/3, 112/4                                                           |           |              |    |
| BW                                      | Klosteranlage mit Klosterkirche St. Andreas / Zisterzienserinnenkloster Anrode     | Klosterstraße 3, 4, 5, 6, 7, 8, 9, 10 Flur 17 / Flurstück(e) 124/7, 129/1, 129/2, 129/3, 129/4, 129/5, 131/3, 134/4, 136 (Karte) |           |              |    |
| weitere Bilder Fotos hochladen          | Kirche mit Ausstattung, Kirchhof und Einfriedung / Kath. Pfarrkirche St. Sebastian | Sichelsgasse o. Nr. Flur 6 / Flurstück(e) 2, 3 (Karte)                                                                           |           |              |    |
| Direkt Bild zu diesem Denkmal hochladen | Wohnhaus                                                                           | Tränkgasse 6 Flur 5 / Flurstück(e) 162/1                                                                                         |           |              |    |
| Direkt Bild zu diesem Denkmal hochladen | Wohnhaus                                                                           | Untertor 15 Flur 6 / Flurstück(e) 100/3                                                                                          |           |              |    |

### Dingelstädt
| Bild                                    | Bezeichnung                                                                                     | Lage | Datierung | Beschreibung | ID |
| --------------------------------------- | ----------------------------------------------------------------------------------------------- | --- | --------- | ------------ | -- |
| Direkt Bild zu diesem Denkmal hochladen | Wohnhaus                                                                                        | An der Unstrut 17 im ENS Altstadt Flur 19 / Flurstück(e) 304 |           |              |    |
| Direkt Bild zu diesem Denkmal hochladen | Wohnhaus                                                                                        | An der Unstrut 32 im ENS Altstadt Dingelstädt Flur 19 / Flurstück(e) 211 |           |              |    |
| Direkt Bild zu diesem Denkmal hochladen | Wohn- und Geschäftshaus                                                                         | Anger 1 auch im ENS Altstadt Dingelstädt Flur 19 / Flurstück(e) 440 |           |              |    |
| Direkt Bild zu diesem Denkmal hochladen | Wohnhaus                                                                                        | Anger 10 auch im ENS Altstadt Dingelstädt Flur 19 / Flurstück(e) 83 |           |              |    |
| Direkt Bild zu diesem Denkmal hochladen | Wohn- und Geschäftshaus                                                                         | Anger 6 Flur 19 / Flurstück(e) 457 |           |              |    |
| Direkt Bild zu diesem Denkmal hochladen | Schule / Ev. Schule                                                                             | Bahnhofstraße 16 Flur 19 / Flurstück(e) 485/2 |           |              |    |
| Direkt Bild zu diesem Denkmal hochladen | Wohnhaus mit Ausstattung, Einfriedung und Garten                                                | Bahnhofstraße 53 Flur 19 / Flurstück(e) 990 |           |              |    |
| Direkt Bild zu diesem Denkmal hochladen | Wohnhaus mit Ausstattung und Umfriedung                                                         | Bahnhofstraße 55 Flur 19 / Flurstück(e) 991 |           |              |    |
| Direkt Bild zu diesem Denkmal hochladen | Wohnhaus / ehem. Gerechtigkeitshaus                                                             | Bahnhofstraße 71 Flur 19 / Flurstück(e) 1024 |           |              |    |
| weitere Bilder Fotos hochladen          | Kirche mit Ausstattung / Kath. Pfarrkirche St. Gertrud                                          | Bei der Kirche 8 im ENS Dingelstädt Altstadt Flur 19 / Flurstück(e) 407 (Karte) |           |              |    |
| Direkt Bild zu diesem Denkmal hochladen | Kruzifix                                                                                        | Bei der Kirche o. Nr. im ENS Altstadt Flur 19 / Flurstück(e) 407 |           |              |    |
| Direkt Bild zu diesem Denkmal hochladen | Wohnhaus                                                                                        | Brückenstraße 2 Flur 19 / Flurstück(e) 562/1 |           |              |    |
| Direkt Bild zu diesem Denkmal hochladen | Wohnhaus                                                                                        | Doktorgasse 4 Flur 19 / Flurstück(e) 374 |           |              |    |
| Direkt Bild zu diesem Denkmal hochladen | Kruzifix                                                                                        | Gartenstraße/Rasenweg o. Nr. Flur 19 / Flurstück(e) 1611/3 |           |              |    |
| Direkt Bild zu diesem Denkmal hochladen | Wohn- und Geschäftshaus                                                                         | Geschwister-Scholl-Straße 16 im ENS Altstadt Flur 19 / Flurstück(e) 429 |           |              |    |
| Direkt Bild zu diesem Denkmal hochladen | Hofanlage                                                                                       | Geschwister-Scholl-Straße 18 im ENS Altstadt Flur 19 / Flurstück(e) 428/2 |           |              |    |
| Direkt Bild zu diesem Denkmal hochladen | Wohnhaus                                                                                        | Geschwister-Scholl-Straße 21a im ENS Altstadt Flur 19 / Flurstück(e) 360/1 |           |              |    |
| Direkt Bild zu diesem Denkmal hochladen | Gemeindeamt                                                                                     | Geschwister-Scholl-Straße 26 im ENS Altstadt Flur 19 / Flurstück(e) 423/2 |           |              |    |
| Direkt Bild zu diesem Denkmal hochladen | Rathaus                                                                                         | Geschwister-Scholl-Straße 28 im ENS Altstadt Flur 19 / Flurstück(e) 421 |           |              |    |
| Direkt Bild zu diesem Denkmal hochladen | Wohn- und Geschäftshaus                                                                         | Geschwister-Scholl-Straße 30 im ENS Altstadt Flur 19 / Flurstück(e) 422 |           |              |    |
| Direkt Bild zu diesem Denkmal hochladen | Wohn- und Geschäftshaus                                                                         | Geschwister-Scholl-Straße 37 im ENS Altstadt Flur 19 / Flurstück(e) 383 |           |              |    |
| Direkt Bild zu diesem Denkmal hochladen | Wohnhaus                                                                                        | Geschwister-Scholl-Straße 4 im ENS Altstadt Flur 19 / Flurstück(e) 437 |           |              |    |
| weitere Bilder Fotos hochladen          | Kloster mit Ausstattung / Katholische Klosterkirche St. Petrus Baptista und Gefährten           | Kefferhäuser Straße 24 Flur 19 / Flurstück(e) 1997/2, 1997/1 (Karte) |           |              |    |
| Direkt Bild zu diesem Denkmal hochladen | Stationsweg und Grotte                                                                          | Kefferhäuser Straße o. Nr. Kerbscher Berg Flur 19 / Flurstück(e) 1996 |           |              |    |
| Direkt Bild zu diesem Denkmal hochladen | Friedhof mit Grabstein(e) / Alter Friedhof, Friedensplatz, Friedenspark                         | Lindenstraße 2; Friedensplatz o.Nr.; Poststraße o.Nr. Flur 19 / Flurstück(e) 462, 463 |           |              |    |
| Direkt Bild zu diesem Denkmal hochladen | Kirche / Ev. Kirche St. Johannes Apostel                                                        | Lindenstraße 2a Flur 19 / Flurstück(e) 464 |           |              |    |
| Direkt Bild zu diesem Denkmal hochladen | Stadtmauer                                                                                      | Lindenstraße o. Nr. Flur 19 / Flurstück(e) 396/1 |           |              |    |
| Direkt Bild zu diesem Denkmal hochladen | Wohnhaus                                                                                        | Lippestraße 24 im ENS Altstadt Flur 19 / Flurstück(e) 316 |           |              |    |
| Direkt Bild zu diesem Denkmal hochladen | Wohnhaus                                                                                        | Lippestraße 29 im ENS Altstadt Flur 19 / Flurstück(e) 245 |           |              |    |
| Direkt Bild zu diesem Denkmal hochladen | Wohnhaus                                                                                        | Lippestraße 35 im ENS Altstadt Flur 19 / Flurstück(e) 248 |           |              |    |
| Direkt Bild zu diesem Denkmal hochladen | Wohnhaus                                                                                        | Lippestraße 50 im ENS Altstadt Flur 19 / Flurstück(e) 292 |           |              |    |
| Direkt Bild zu diesem Denkmal hochladen | Wohnhaus                                                                                        | Lippestraße 60 im ENS Altstadt Flur 19 / Flurstück(e) 283/1 |           |              |    |
| Direkt Bild zu diesem Denkmal hochladen | Säule / Mariensäule                                                                             | Marienplatz Flur 19 / Flurstück(e) 124 |           |              |    |
| weitere Bilder Fotos hochladen          | Kirche mit Ausstattung und Mariensäule / Kath. Fillial- und Wallfahrtskirche St. Maria im Busch | Marienplatz 9 Flur 19 / Flurstück(e) 124 (Karte) |           |              |    |
| Direkt Bild zu diesem Denkmal hochladen | Mühlengehöft / Alte Mühle                                                                       | Mühlhäuser Straße 11 im ENS Altstadt Flur 19 / Flurstück(e) 164/2 |           |              |    |
| Direkt Bild zu diesem Denkmal hochladen | Gerichtsgebäude und Gefängnis / Amtsgericht                                                     | Mühlhäuser Straße 36 Flur 19 / Flurstück(e) 1677, 1678/1, 1678/6 |           |              |    |
| Direkt Bild zu diesem Denkmal hochladen | Wohnhaus                                                                                        | Mühlwehr 4 Flur 19 / Flurstück(e) 352/2 |           |              |    |
| Direkt Bild zu diesem Denkmal hochladen | Pfarrhaus mit Stadtmauer                                                                        | Pfarrgasse 2 Flur 19 / Flurstück(e) 419/2 |           |              |    |
| Direkt Bild zu diesem Denkmal hochladen | Wohnhaus und Wirtschaftsgebäude                                                                 | Plan 1 im ENS Altstadt Flur 19 / Flurstück(e) 165/2 |           |              |    |
| Direkt Bild zu diesem Denkmal hochladen | Wohnhaus                                                                                        | Plan 18 Flur 19 / Flurstück(e) 204 |           |              |    |
| Direkt Bild zu diesem Denkmal hochladen | Gerberei                                                                                        | Plan 3 im ENS Altstadt Flur 19 / Flurstück(e) 166 |           |              |    |
| BW                                      | Gymnasium / St. Josef                                                                           | Riethstieg 1 im ENS Altstadt Flur 19 / Flurstück(e) 574/4 (Karte) |           |              |    |
| Direkt Bild zu diesem Denkmal hochladen | Wohnhaus                                                                                        | Schmiedsgasse 2 Flur 19 / Flurstück(e) 346 |           |              |    |
| Direkt Bild zu diesem Denkmal hochladen | Wohnhaus                                                                                        | Torstraße 1, 2 Flur 19 / Flurstück(e) 257 |           |              |    |
| Direkt Bild zu diesem Denkmal hochladen | Flutgraben                                                                                      | Zum Siechengraben o. Nr.; Grabenstraße o. Nr. Flur 19 / Flurstück(e) 43, 445, 454, 1442/5, 1373 |           |              |    |
| Direkt Bild zu diesem Denkmal hochladen | Eisenbahntrasse / Kanonenbahn                                                                   | Streckenabschnitt Dingelstädt bis Geismar Flur 3 / Flurstück(e) 234/1; Flur 4 / Flurstück(e) 269/9; Flur 10 / Flurstück(e) 3/1; Flur 11 / Flurstück(e) 16/3; Flur 12 / Flurstück(e) 473/299; Flur 13 / Flurstück(e) 312/108; Flur 15 / Flurstück(e) 155/1; Flur 16 / Flurstück(e) 41/7; Flur 17 / Flurstück(e) 60/1; Flur 19 / Flurstück(e) 1184/30, 1324, 1086 |           |              |    |

### Helmsdorf
| Bild                                    | Bezeichnung                                                                             | Lage                                                                            | Datierung | Beschreibung | ID |
| --------------------------------------- | --------------------------------------------------------------------------------------- | ------------------------------------------------------------------------------- | --------- | ------------ | -- |
| Direkt Bild zu diesem Denkmal hochladen | Wohnhaus                                                                                | Anger 5 Flur 1 / Flurstück(e) 1660                                              |           |              |    |
| weitere Bilder Fotos hochladen          | Kirche mit Ausstattung, Kirchhof und Einfriedung / Kath. Pfarrkirche St. Peter und Paul | Anger 7 Flur 1 / Flurstück(e) 1688/3 (Karte)                                    |           |              |    |
| Direkt Bild zu diesem Denkmal hochladen | Kruzifix                                                                                | Anger o. Nr. Flur 1 / Flurstück(e) 644/11                                       |           |              |    |
| Direkt Bild zu diesem Denkmal hochladen | Wohnhaus                                                                                | Hauptstraße 34 Flur 1 / Flurstück(e) 1679                                       |           |              |    |
| Direkt Bild zu diesem Denkmal hochladen | Kruzifix                                                                                | Hauptstraße o. Nr. Ortsausgang Richtung Silberhausen Flur 1 / Flurstück(e) 1611 |           |              |    |
| Direkt Bild zu diesem Denkmal hochladen | Brücke                                                                                  | Hütte o. Nr. Flur 2 / Flurstück(e) 788/530                                      |           |              |    |
| Direkt Bild zu diesem Denkmal hochladen | Wohnhaus                                                                                | Krumme Gasse 3 Flur 1 / Flurstück(e) 1675                                       |           |              |    |
| Direkt Bild zu diesem Denkmal hochladen | Grotte / Ölberggrotte                                                                   | Ölbergstraße o. Nr. Flur 1 / Flurstück(e) 1070/101                              |           |              |    |
| Direkt Bild zu diesem Denkmal hochladen | Wohnhaus                                                                                | Pfarrgasse 1 Flur 1 / Flurstück(e) 1738/1                                       |           |              |    |
| Direkt Bild zu diesem Denkmal hochladen | Wohnhaus mit Torhaus                                                                    | Schulstraße 1 Flur 1 / Flurstück(e) 1569                                        |           |              |    |
| Direkt Bild zu diesem Denkmal hochladen | Wohnhaus                                                                                | Schulstraße 3 Flur 1 / Flurstück(e) 1665                                        |           |              |    |
| Direkt Bild zu diesem Denkmal hochladen | Wohnhaus                                                                                | Schulstraße 9 Flur 1 / Flurstück(e) 1559                                        |           |              |    |
| Direkt Bild zu diesem Denkmal hochladen | Distanzstein                                                                            | B 247 Richtung Lengefelder Warte                                                |           |              |    |
| Direkt Bild zu diesem Denkmal hochladen | Stationsweg                                                                             | südlich des Friedhofs Flur 1 / Flurstück(e) 655                                 |           |              |    |
| Direkt Bild zu diesem Denkmal hochladen | Kapelle / Evangelische Kapelle                                                          | Koordinaten fehlen! Hilf mit.                                                   |           |              |    |

### Hüpstedt
| Bild                                    | Bezeichnung                                                        | Lage                                                        | Datierung | Beschreibung | ID |
| --------------------------------------- | ------------------------------------------------------------------ | ----------------------------------------------------------- | --------- | ------------ | -- |
| Direkt Bild zu diesem Denkmal hochladen | Wohnhaus                                                           | Am Anger 6 Flur 14 / Flurstück(e) 44/1                      |           |              |    |
| Direkt Bild zu diesem Denkmal hochladen | Wohnhaus                                                           | Am Anger 7 Flur 14 / Flurstück(e) 58/1                      |           |              |    |
| Direkt Bild zu diesem Denkmal hochladen | Wohnhaus und Torhaus                                               | Am Born 15 Flur 10 / Flurstück(e) 9/2, 105/10               |           |              |    |
| Direkt Bild zu diesem Denkmal hochladen | Wohnhaus                                                           | Breite Straße 15 Flur 15 / Flurstück(e) 161/2               |           |              |    |
| Direkt Bild zu diesem Denkmal hochladen | Wohnhaus                                                           | Gartenstraße 9 Flur 15 / Flurstück(e) 128/1                 |           |              |    |
| Direkt Bild zu diesem Denkmal hochladen | Wohnhaus                                                           | Hinter der Kirche 3 Flur 12 / Flurstück(e) 286/92           |           |              |    |
| weitere Bilder Fotos hochladen          | Kirche mit Ausstattung und Kirchhof / Kath. Pfarrkirche St. Martin | Hinter der Kirche o. Nr. Flur 15 / Flurstück(e) 2/1 (Karte) |           |              |    |
| Direkt Bild zu diesem Denkmal hochladen | Wohnhaus                                                           | Hüpstedter Unterdorf 7 Flur 10 / Flurstück(e) 52/1          |           |              |    |
| Direkt Bild zu diesem Denkmal hochladen | Wohnhaus und Torhaus                                               | Hüpstedter Unterdorf 9 Flur 10 / Flurstück(e) 48/2          |           |              |    |
| Direkt Bild zu diesem Denkmal hochladen | Wohnhaus                                                           | Oberdorf 1, 2 Flur 15 / Flurstück(e) 63/1                   |           |              |    |

### Kefferhausen
| Bild                                    | Bezeichnung                                                          | Lage | Datierung | Beschreibung | ID |
| --------------------------------------- | -------------------------------------------------------------------- | --- | --------- | ------------ | -- |
| Direkt Bild zu diesem Denkmal hochladen | Wohnhaus                                                             | Hauptstraße 32 Flur 6 / Flurstück(e) 153                                                                               |           |              |    |
| Direkt Bild zu diesem Denkmal hochladen | Kruzifix / an der Rasenlinde                                         | Hauptstraße o. Nr. auf dem Kirchhof nördlich der Kirche Flur 6 / Flurstück(e) 239                                      |           |              |    |
| Direkt Bild zu diesem Denkmal hochladen | Kruzifix                                                             | Hauptstraße o. Nr. Oberdorf Richtung Unstrut Flur 6 / Flurstück(e) 72                                                  |           |              |    |
| Direkt Bild zu diesem Denkmal hochladen | Wohnhaus                                                             | Küllstedter Straße 1 Flur 7 / Flurstück(e) 27                                                                          |           |              |    |
| Direkt Bild zu diesem Denkmal hochladen | Kruzifix                                                             | Küllstedter Straße o. Nr. Flur 10 / Flurstück(e) 89                                                                    |           |              |    |
| weitere Bilder Fotos hochladen          | Kirche mit Ausstattung und Kirchhof / Kath. Pfarrkirche St. Johannes | Musserstraße o. Nr. Flur 6 / Flurstück(e) 240, 242 (Karte)                                                             |           |              |    |
| Direkt Bild zu diesem Denkmal hochladen | Kapelle / St. Cyriacus                                               | Werdigeshausen, zwischen Kefferhausen und Heuthen; südlich-östlich von Bei der neuen Kirche 1; Flur 2 / Flurstück(e) 3 |           |              |    |
| Direkt Bild zu diesem Denkmal hochladen | Quelle / Unstrutquelle                                               | westlich der Ortslage; Flur 12 / Flurstück(e) 26                                                                       |           |              |    |

### Kreuzebra
| Bild                                    | Bezeichnung                                                   | Lage                                                                  | Datierung | Beschreibung | ID |
| --------------------------------------- | ------------------------------------------------------------- | --------------------------------------------------------------------- | --------- | ------------ | -- |
| Direkt Bild zu diesem Denkmal hochladen | Bildstock                                                     | Angerberg Flurstück prüfen 04.2021; Flur 16 / Flurstück(e) 195        |           |              |    |
| Direkt Bild zu diesem Denkmal hochladen | Bildstock                                                     | Burgweg Flur 3 / keine Flurstücks-Nr.                                 |           |              |    |
| Direkt Bild zu diesem Denkmal hochladen | Wohnhaus                                                      | Burgweg 3 Flur 3 / Flurstück(e) 782                                   |           |              |    |
| Direkt Bild zu diesem Denkmal hochladen | Wohnhaus                                                      | Hauptstraße Keuzebra 16 Flur 3 / Flurstück(e) 749                     |           |              |    |
| Direkt Bild zu diesem Denkmal hochladen | Pfarrhaus mit Stützmauer                                      | Hauptstraße Keuzebra 28 Flur 16 / Flurstück(e) 251                    |           |              |    |
| Direkt Bild zu diesem Denkmal hochladen | Bildstock                                                     | Hegeholz                                                              |           |              |    |
| Direkt Bild zu diesem Denkmal hochladen | Wohnhaus                                                      | Hohenberg 6 Flur 3 / Flurstück(e) 678                                 |           |              |    |
| Direkt Bild zu diesem Denkmal hochladen | Wohnhaus                                                      | Johann-Wolf-Straße 5 Flur 16 / Flurstück(e) 237                       |           |              |    |
| weitere Bilder Fotos hochladen          | Kirche mit Ausstattung / Kath. Kirche St. Sergius und Bacchus | Johann-Wolf-Straße o. Nr. Flur 16 / Flurstück(e) 246 (Karte)          |           |              |    |
| Direkt Bild zu diesem Denkmal hochladen | Wohnhaus                                                      | Klinge o. Nr. Flur 3 / keine Flurstücks-Nr.                           |           |              |    |
| Direkt Bild zu diesem Denkmal hochladen | Wohnhaus                                                      | Plan 1 Flur 3 / Flurstück(e) 765                                      |           |              |    |
| Direkt Bild zu diesem Denkmal hochladen | Kruzifix                                                      | Anhöhe nördlich der Ortslage; evtl. Flur 3 - 615, 646? Am Heidelborn; |           |              |    |
| Direkt Bild zu diesem Denkmal hochladen | Distanzstein / Halbmeilenstein                                | an der L 1005 nach Dingelstädt                                        |           |              |    |
| Direkt Bild zu diesem Denkmal hochladen | Kruzifix                                                      | Landesstraße L 1005 Richtung Dingelstädt                              |           |              |    |
| Direkt Bild zu diesem Denkmal hochladen | Bildstock                                                     | Flur 3 / keine Flurstücks-Nr.                                         |           |              |    |
| Direkt Bild zu diesem Denkmal hochladen | Distanzstein                                                  | Landesstraße L 1005 Richtung Geisleden                                |           |              |    |
| Direkt Bild zu diesem Denkmal hochladen | Bildstock                                                     | Angerberg Flurstück prüfen 04.2021; Flur 16 / Flurstück(e) 195        |           |              |    |
| Direkt Bild zu diesem Denkmal hochladen | Bildstock                                                     | Burgweg Flur 3 / keine Flurstücks-Nr.                                 |           |              |    |
| Direkt Bild zu diesem Denkmal hochladen | Wohnhaus                                                      | Burgweg 3 Flur 3 / Flurstück(e) 782                                   |           |              |    |
| Direkt Bild zu diesem Denkmal hochladen | Wohnhaus                                                      | Hauptstraße Keuzebra 16 Flur 3 / Flurstück(e) 749                     |           |              |    |
| Direkt Bild zu diesem Denkmal hochladen | Pfarrhaus mit Stützmauer                                      | Hauptstraße Keuzebra 28 Flur 16 / Flurstück(e) 251                    |           |              |    |
| Direkt Bild zu diesem Denkmal hochladen | Bildstock                                                     | Hegeholz                                                              |           |              |    |
| Direkt Bild zu diesem Denkmal hochladen | Wohnhaus                                                      | Hohenberg 6 Flur 3 / Flurstück(e) 678                                 |           |              |    |
| Direkt Bild zu diesem Denkmal hochladen | Wohnhaus                                                      | Johann-Wolf-Straße 5 Flur 16 / Flurstück(e) 237                       |           |              |    |
| Direkt Bild zu diesem Denkmal hochladen | Kirche mit Ausstattung / Kath. Kirche St. Sergius und Bacchus | Johann-Wolf-Straße o. Nr. Flur 16 / Flurstück(e) 246                  |           |              |    |
| Direkt Bild zu diesem Denkmal hochladen | Wohnhaus                                                      | Klinge o. Nr. Flur 3 / keine Flurstücks-Nr.                           |           |              |    |
| Direkt Bild zu diesem Denkmal hochladen | Wohnhaus                                                      | Plan 1 Flur 3 / Flurstück(e) 765                                      |           |              |    |
| Direkt Bild zu diesem Denkmal hochladen | Kruzifix                                                      | Anhöhe nördlich der Ortslage; evtl. Flur 3 - 615, 646? Am Heidelborn; |           |              |    |
| Direkt Bild zu diesem Denkmal hochladen | Distanzstein / Halbmeilenstein                                | an der L 1005 nach Dingelstädt                                        |           |              |    |
| Direkt Bild zu diesem Denkmal hochladen | Kruzifix                                                      | Landesstraße L 1005 Richtung Dingelstädt                              |           |              |    |
| Direkt Bild zu diesem Denkmal hochladen | Bildstock                                                     | Flur 3 / keine Flurstücks-Nr.                                         |           |              |    |
| Direkt Bild zu diesem Denkmal hochladen | Distanzstein                                                  | Landesstraße L 1005 Richtung Geisleden                                |           |              |    |

### Silberhausen
| Bild                                    | Bezeichnung                                                                   | Lage | Datierung | Beschreibung | ID |
| --------------------------------------- | ----------------------------------------------------------------------------- | --- | --------- | ------------ | -- |
| Direkt Bild zu diesem Denkmal hochladen | Kapelle / Marienkapelle                                                       | Feldmark An der Rosenhagener Trift: In Verlängerung der Beberstedter Straße, südlich am Friedhof; Flur 5 / Flurstück(e) 63 |           |              |    |
| weitere Bilder Fotos hochladen          | Kirche mit Ausstattung und Kirchhof / Kath. Pfarrkirche St. Cosmos und Damian | Kirchplatz o. Nr. Flur 6 / Flurstück(e) 324 (Karte)                                                                        |           |              |    |
| Direkt Bild zu diesem Denkmal hochladen | Mühlengehöft                                                                  | Mühlenstraße 1 Flur 6 / Flurstück(e) 406                                                                                   |           |              |    |

### Struth (Dingelstädt)
| Bild                           | Bezeichnung                                                                            | Lage                                                            | Datierung | Beschreibung | ID |
| ------------------------------ | -------------------------------------------------------------------------------------- | --------------------------------------------------------------- | --------- | ------------ | -- |
| weitere Bilder Fotos hochladen | Klosteranlage mit Ausstattung / Kloster Zella                                          | Kloster Zella 1 Flur 13 / Flurstück(e) 27, 149/2, 149/3 (Karte) |           |              |    |
| weitere Bilder Fotos hochladen | Kirche mit Ausstattung, Kirchhof mit Einfriedung / Kath. Pfarrkirche St. Jakobus d. Ä. | Lange Straße 105 Flur 5 / Flurstück(e) 60 (Karte)               |           |              |    |

### Zella
| Bild                                    | Bezeichnung                                                                  | Lage                                                | Datierung | Beschreibung | ID |
| --------------------------------------- | ---------------------------------------------------------------------------- | --------------------------------------------------- | --------- | ------------ | -- |
| Direkt Bild zu diesem Denkmal hochladen | Wohnhaus                                                                     | Herrenstraße 1 Flur 5 / Flurstück(e) 26             |           |              |    |
| Direkt Bild zu diesem Denkmal hochladen | Wohnhaus                                                                     | Herrenstraße 4 Flur 5 / Flurstück(e) 29             |           |              |    |
| Direkt Bild zu diesem Denkmal hochladen | Wohnhaus                                                                     | Kirchstraße 1 Flur 5 / Flurstück(e) 90              |           |              |    |
| weitere Bilder Fotos hochladen          | Kirche mit Ausstattung, Kirchhof und Einfriedung / Kath. Kirche St. Nikolaus | Kirchstraße o. Nr. Flur 5 / Flurstück(e) 86 (Karte) |           |              |    |
| Direkt Bild zu diesem Denkmal hochladen | Pfarrhaus                                                                    | Wiesenstraße 1 Flur 5 / Flurstück(e) 71             |           |              |    |

## Bodendenkmale

### Bickenriede
| Bild                                    | Bezeichnung                                   | Lage | Datierung | Beschreibung | ID |
| --------------------------------------- | --------------------------------------------- | --- | --------- | ------------ | -- |
| Direkt Bild zu diesem Denkmal hochladen | ehemaliger Wartenstandort im Wilhelmswald     | Im Wilhelmswald ö auf Bickenrieder Flur. Am Wahlwege (sö Ecke des Wilhelmswald). Flur 16 / Flurstück(e) 251 |           |              |    |
| Direkt Bild zu diesem Denkmal hochladen | ehemaliger Wartenstandort in der Hollau       | In der Hollau bei Kloster Anrode, nw des Gutes. Flur 16 / Flurstück(e) 131 |           |              |    |
| Direkt Bild zu diesem Denkmal hochladen | Hügelgrab                                     | im Wilhelmswald ‚Am Wahlweg‘ Flur 16 / Flurstück(e) 251 |           |              |    |
| Direkt Bild zu diesem Denkmal hochladen | Hügelgräberfeld                               | ca. 3,5 km nnw der Kirche von Bickenriede im Waldstück ‚Die Hollau‘; nö Terrasse vor Steilhang Flur 14 / Flurstück(e) 13, 14, 15 |           |              |    |
| Direkt Bild zu diesem Denkmal hochladen | Mühlhäuser Landgraben (Abschnitt Bickenriede) | 0,6 km westl. des Ortes, 0,7 km nördl. von Dörna liegt Landwehr scharf nach N und verläuft bis Flur Horsmar etwa S-N-Richtung. Flur 7 / Flurstück(e) 231, 251; Flur 8 / Flurstück(e) 70, 71, 72, 88; Flur 9 / Flurstück(e) 102, 103, 104/1, 159, 171, 204 |           |              |    |

### Dingelstädt
| Bild                                    | Bezeichnung         | Lage | Datierung | Beschreibung | ID |
| --------------------------------------- | ------------------- | --- | --------- | ------------ | -- |
| Direkt Bild zu diesem Denkmal hochladen | Erdwälle und Gräben | Nach Osten vorspringender Bergrücken mit Kloster auf dem Kerbschen Berg. Ca. 0,5 km westl. des Stadtrandes. Flur 19 / Flurstück(e) 1996; 2014, 1997 |           |              |    |

### Hüpstedt
| Bild                                    | Bezeichnung | Lage                                                                                     | Datierung | Beschreibung | ID |
| --------------------------------------- | ----------- | ---------------------------------------------------------------------------------------- | --------- | ------------ | -- |
| Direkt Bild zu diesem Denkmal hochladen | Warte       | 2,3 km ostsüdöstl. Hüpstedt, 0,2 km nach Mühlhäuser Landgraben. Flur 7 / Flurstück(e) 37 |           |              |    |

### Struth (Dingelstädt)
| Bild                                    | Bezeichnung | Lage | Datierung | Beschreibung | ID |
| --------------------------------------- | ----------- | --- | --------- | ------------ | -- |
| Direkt Bild zu diesem Denkmal hochladen | Steinkreuz  | Ortslage, Freifläche südlich von ‚Am Anger 1‘ Flur 5 / Flurstück(e) 87/1                                                  |           |              |    |
| Direkt Bild zu diesem Denkmal hochladen | Steinkreuz  | ca. 950 m sö der Kirche von Struh, unmittelbar westlich der Landwehr, Flur ‚Unterm Kirchberg‘ Flur 8 / Flurstück(e) 179/2 |           |              |    |